# Eixendorf, Mölbling
Eixendorf je naselje v Občini Mölbling v Okraju Šentvid ob Glini na Koroškem v Avstriji.